# Сливен
Сли́вен — город в Болгарии, административный центр Сливенской области и общины Сливен.

## История
В 1834 году в городе была открыта суконная фабрика купца Д. Желязкова — первое предприятие фабрично-заводского типа на территории Болгарии.
В ходе Апрельского восстания 1876 года Сливен являлся центром 2-го революционного округа, но восстание было подавлено турецкими войсками
В ходе Русско-турецкой войны 4 января 1878 года город был освобождён русским отрядом генерала Э. К. Деллингсхаузена.
В конце XIX века Сливен был известен как центр виноградарства, производства ковров и шелководства. В 1893 году численность населения города составляла 23,2 тыс. человек, здесь действовали несколько суконных фабрик и спиртовых заводов, типография, реальное и ремесленное училища.
1 марта 1941 года в Вене были подписаны документы о присоединении Болгарии к пакту «Рим — Берлин — Токио», в соответствии с которым 2 марта 1941 года немецкие войска были введены на территорию Болгарии. В дальнейшем Сливен стал одним из центров движения Сопротивления — в городе и окрестностях действовало подполье, позднее был создан партизанский отряд, который действовал в Сливенской котловине. В 11-м Сливенском пехотном полку возникла военная организация, установившая связь с городским подпольем и партизанами. 7 сентября 1944 года военнослужащие 11-го пехотного полка арестовали пронемецки настроенных офицеров и вместе с партизанами из отряда Хаджи Димитра заняли город, обеспечив охрану военных складов до перехода Болгарии на сторону Антигитлеровской коалиции. В сентябре 1944 года на аэродроме Сливена был временно размещён штурмовой авиаполк из состава 17-й воздушной армии, но в связи с продвижением советских войск на запад город оказался в тылу и самолёты были передислоцированы.
В 1955 году численность населения города составляла около 40 тыс. человек. Сливен являлся одним из основных центров текстильной промышленности страны (по производству шерстяных, хлопчатобумажных и шёлковых тканей), машиностроения (специализацией которого являлись производство и ремонт оборудования для предприятий текстильной промышленности), стекольного и кожевенного производства, в окрестностях города выращивали виноград и добывали уголь.
В 1975 году численность населения города составляла 90 тыс. человек, в 1985 году — 102 тыс. человек.
В 1970—1980-е годы Сливен являлся одним из главных центров текстильной промышленности страны (специализировавшимся в первую очередь на производстве шерстяных тканей), также действовали предприятия машиностроения (выпускавшие оборудование для предприятий текстильной промышленности, станки, автомобильные генераторы и стартеры), стеклянной промышленности, деревообрабатывающей промышленности и пищевкусовой промышленности. Здесь находился крупнейший шерстяной комбинат НРБ.
С 2003 до 2011 год кметом общины Сливен являлся Йордан Лечков Янков (независимый, II мандат — кандидат от ГЕРБ).
В 2015 года кметом общины стал Стефан Николов Радев (ГЕРБ).

## Население
На 15 сентября 2008 года население города составляло 100 477 жителей.
| Год  | Население |
| ---- | --------- |
| 1985 | 102 105   |
| 1992 | 106 212   |
| 2000 | 104 827   |
| 2005 | 96 010    |
| 2010 | 111 037   |

## Города-побратимы
- Воронеж, Россия[к 1]
- Махачкала, Россия
- Светлогорск, Белоруссия
- Тернополь, Украина
- Гера, Германия
- Тараклия, Молдавия
- Мелитополь, Украина
- Алба-Юлия, Румыния
- Джараш, Иордания
- Кесариани, Греция
- Кутаиси, Грузия
- Печ, Венгрия
- Текирдаг, Турция
- Чунцин, Китай
- Чхонан, Южная Корея

## Уроженцы
- Юлия Кристева (1941) — известный французский семиотик, философ и писатель.
- Кювлиев, Йордан (1877—1910) — безвременно погибший болгарский живописец-постимпрессионист первого десятилетия XX века, занимавшийся налаживанием культурной жизни в Сливене.
- Нораир Нурикян (1948) — известный тяжелоатлет, тренер, многократный чемпион Болгарии, чемпион Европы (1976), двукратный чемпион мира (1972, 1976) и Олимпийских игр (1972, 1976), пятикратный рекордсмен мира, Герой Социалистического Труда НРБ.
- Никола Жеков (1865—1949) — военачальник, генерал пехоты (1936), военный министр (1915), главнокомандующий Действующей армией во время Первой мировой войны.
- Димитр Штилянов (1976) — боксёр, двукратный чемпион Европы (2002, 2004).
- Иван Стоянов (1983) — футболист.
- Сирак Скитник (1883—1943) — болгарский писатель, поэт, литературный критик, художник
- Азис (1978) — певец, автор-исполнитель.
- Добрович, Димитр (1816—1905) — греческий художник. Его именем названа художественная галерея Сливена.
- Панайот Хитов (1830—1918) — болгарский гайдук, один из организаторов и активных участников национально-освободительного движения в Болгарии против турецкого господства, военачальник. Национальный герой болгарского народа.
- Панайот Пондалов (1926—1984) — спортсмен, волейбольный тренер. Один из величайших болгарских волейболистов. Почётный гражданин городов Сливен и Париж.
- Цончо Родев (1926—2011) — писатель. Почётный гражданин города Сливена.